# HMS Elephant
HMS Elephant var Nelsons flagskib under Slaget på Reden. Det var her, han satte kikkerten for det blinde øje, da hans foresatte, admiral Hyde Parker, med signalflag beordrede kampen indstillet. 
| Historie | Spire Denne historieartikel er en spire som bør udbygges. Du er velkommen til at hjælpe Wikipedia ved at udvide den. |